# Sceloporus gadsdeni
Sceloporus gadsdeni (лагунна колюча ігуана) — вид ігуаноподібних ящірок родини фриносомових (Phrynosomatidae). Ендемік Мексики. Описаний у 2017 році.

## Поширення і екологія
Лагунні колючі ігуани мешкають в горах Сьєррас-Техас, Сьєрра-Соліс і Сьєррас-де-Сан-Лоренцо в регіоні Комарка-Лагунера на південному заході штату Коауїла. Вони живуть серед скель і валунів та в каньйонах.